# Estadio Lat-Dior
El Stade Lat-Dior es un estadio de fútbol de la ciudad senegalesa de Thiès. Ofrece espacio para alrededor de 15.000 espectadores. La instalación deportiva lleva el nombre de Damel Lat Dior (1842-1886), el legendario gobernante del reino de Cayor y luchador contra la colonización francesa de Senegal.

## Partidos internacionales
Tras la renovación que duró de 2004 a 2019, el Stade Lat-Dior ofrece el estándar que permite albergar partidos internacionales. Se dispone de césped natural, sistema de videovigilancia y rejas de protección. La selección de fútbol de Senegal, que anteriormente dependía del Estadio Léopold Sédar Senghor en Dakar con hasta 60.000 asientos, ahora puede jugar aquí sus partidos como local a menor escala.
Los primeros partidos internacionales de la selección de fútbol de Senegal en el estadio recién inaugurado fueron los partidos del 23 de marzo de 2019 contra Madagascar y el 26 de marzo de 2019 contra Malí.

## Copa de Naciones de la WAFU
El primer torneo internacional, la Copa de Naciones de la WAFU 2019, tuvo lugar en el estadio en el año de su reapertura. Aquí se jugaron 22 partidos con 16 selecciones nacionales.

## Localización geográfica
El área del estadio, que ocupa más de nueve hectáreas, y el Stade Basket Lat-Dior están ubicados en el sur de la ciudad en la ruta Thiès - Sindia, a 23 kilómetros del Aeropuerto Internacional Blaise Diagne.